# Gilles Bernier (Québec)
Pour les articles homonymes, voir Gilles Bernier et Bernier.
Gilles Bernier (1934-) est un ancien député à la Chambre des communes du Canada de 1984 à 1997. 

## Biographie
Né à Montréal en 1934, Gilles Bernier a représenté la circonscription de la Beauce (Québec) pour le compte du Parti progressiste-conservateur du Canada au cours de ses deux premiers mandats de 1984 à 1993. Il a siègé ensuite à titre de député indépendant de 1993 à 1997. Après la scène politique fédérale, Gilles Bernier est ensuite nommé ambassadeur du Canada en Haïti de 1997 à 2001. 
Gilles Bernier a été accusé de fraude et d'abus de confiance autour de l'embauche du fils d'un autre député conservateur, Richard Grisé, en échange de l'embauche de son fils, Maxime Bernier, par M. Grisé pour des emplois fictifs. Cette accusation a fait que la cheffe du Parti progressiste-conservateur, Kim Campbell, a refusé d'endosser la candidature de Gilles Bernier sous la bannière conservatrice en 1993; il s'est alors fait élire comme député indépendant. M. Bernier a été acquitté de cette accusation en 1994.